# Хосино, Тацуко
Тацуко Хосино (яп. 星野 立子 Хосино Тацуки, 15 ноября 1903 — 3 марта 1984) — японская поэтесса хайку периода Сёва.

## Биография
Тацуко Хосино родилась в Кодзимати, Токио. Её отцом был поэт и романист Кёси Такахама (яп. 高浜 虚子 Такахама Кёси). Училась в подготовительной школе Токийского женского христианского университета (Tokyo Woman's Christian University). Когда она вышла замуж за внука известного поэта и педагога Хосино Тэнти (яп. 星野 天知 Хосино Тэнти), отец вдохновил её на сочинение хайку и вскоре она показала удивительный талант.

## Творчество
В 1930 году Хосино основала журнал поэзии хайку исключительно для женщин по имени Тамамо. Два года спустя она присоединилась к литературному кругу Хототогису и разделила позицию ведущей поэтессы хайку Накамуры Тэидзё. Позже к ним присоединились Хасимото Такако и Мицухаси Такадзё.
В 1937 году Хосино издала свою первую антологию хайку, совместно с хайку Камакуры, Сасамэ и Дзицуи. По настоянию отца она придерживалась классического стиля, применение природных образов сглаживалось её любовью к природе и мягким, женским подходом к повседневной жизни.
После смерти отца в 1959 году Хосино работала отборщиком хайку для газеты «Асахи симбун» и вносила весомый вклад для колонок хайку в различных газетах и журналах.
Кроме хайку, она также выпускала документальные фильмы о путешествиях, в том числе о Тамамо хаива («Stories of the Tamamo Group») и Ямато Сэки-Буцу («Stone Buddhas of Yamato»).
С 1911 года Хосино жила в городе Камакура префектуры Канагава, затем некоторое время жила в Токио. В 1931 году она вернулась в Камакуру, посчитав, что это идеальное место для воспитания её детей.
Тацуко Хосино умерла в 1984 году в возрасте 80 лет. Похоронена возле храма Дзюфуку-дзи в Камакуре.